# 塞尔德多
塞尔德多，是西班牙加利西亚自治区蓬特韦德拉省的一个市镇。 总面积80平方公里，总人口2300人（2001年），人口密度29人/平方公里。